# 王道显
王道顯（1554年—？），字當世、純甫，號瞻明，福建泉州府同安縣人，軍籍，明朝政治人物。

## 生平
萬曆七年（1579年）己卯科福建鄉試第七十八名舉人，十一年（1583年）中式癸未科會試第二百二十六名，三甲第三十名進士。吏部觀政，授台州府推官，十七年（1589年）升貴州道監察御史，十九年（1591年）出為山東按察司僉事，二十一年（1593年）升雲南布政使司右參議，二十六年（1598年）丁憂。服闋，二十九年（1601年）起為浙江布政使司右參議、兵備寧紹台，三十年（1602年）八月升浙江按察司副使，三十一年（1603年）丁憂。服闋，三十四年（1606年）五月起復原職，三十七年（1609年）十一月升浙江布政使司右參政、兵備溫處，四十年（1612年）六月升湖廣按察使，四十一年（1613年）考察。

## 家族
曾祖王岑；祖父王濟，封南京戶部主事；父王三錫；叔父王三接、王三聘。母蔡氏。重慶下。從兄王道熙，從弟王道蒸、王道默、王道煦，弟王道照、王道烋。